# Kristoffer Syvertsen
Kristoffer Sindholt Syvertsen (Kristiansand, 21 giugno 1998) è un ex giocatore di calcio a 5 e calciatore norvegese, attaccante dell'Asker.

## Carriera
Syvertsen è attivo sia nel calcio che nel calcio a 5. Per quanto concerne quest'ultima attività, è in forza al KristiansandIl 16 novembre 2016 è stato convocato per la prima volta dal commissario tecnico della Nazionale norvegese Sergio Gargelli in vista del Nordisk Mesterskap, competizione riservata alle selezioni nordeuropee. Il 30 novembre ha effettuato il proprio esordio, nella sconfitta per 4-0 contro la Finlandia.
Nel calcio, in data 8 gennaio 2016 è stato presentato come nuovo calciatore del Vindbjart, compagine militante in 2. divisjon. Ad agosto 2017 è passato agli spagnoli dell'Almuñécar City.
Il 26 ottobre 2018, Syvertsen è stato ingaggiato dagli scozzesi del Clyde, con un contratto amatoriale. Il 27 ottobre ha esordito in squadra, nella partita persa per 1-3 contro il Peterhead. Il 26 luglio 2020 ha firmato un nuovo accordo annuale con il Clyde, dopo aver saltato per infortunio la maggior parte dell'annata precedente.
L'8 luglio 2021 è passato al Dumbarton.
Il 25 febbraio 2024 è stato reso noto il suo ritorno in Norvegia, per giocare nelle file dell'Asker.